# Инацу, Хидэнори
Хидэнори Инацу (яп. 稲津 秀則, род. 5 июня 1938, Хоккайдо) — японский хоккеист, левый нападающий. Участник зимних Олимпийских игр 1960 и 1964 годов.

## Биография
Хидэнори Инацу родился 5 июня 1938 года в японской префектуре Хоккайдо.
Учился в университете Риккё в Токио, играл в хоккей с шайбой за его команду. Впоследствии выступал за «Фурукава Электрик» из Хиды.
В 1960 году вошёл в состав сборной Японии по хоккею с шайбой на зимних Олимпийских играх в Скво-Вэлли, занявшей 8-е место. Играл на позиции нападающего, провёл 5 матчей, забиросил 2 шайбы в ворота сборной Австралии.
В 1964 году вошёл в состав сборной Японии по хоккею с шайбой на зимних Олимпийских играх в Инсбруке, занявшей 11-е место. Играл на позиции нападающего, провёл 3 матча, шайб не забрасывал.
Отличался хорошим катанием. После Олимпиады 1960 года стал уделять больше внимания физической форме.